# Ximenia perrieri
Ximenia perrieri är en tvåhjärtbladig växtart som beskrevs av Cavaco & Keraudr.. Ximenia perrieri ingår i släktet Ximenia och familjen Ximeniaceae. Inga underarter finns listade i Catalogue of Life.